# Anton Buga
Anton Buga (n. 1899 Sângeorz-Băi, comitatul Bistrița-Năsăud – d. 26 iulie 1993) a fost un preot român unit (greco-catolic).

## Studii
A urmat Liceul Grăniceresc din Năsăud și Academia Teologică Română Unită din Gherla (1923-1927).